# Rondo 1

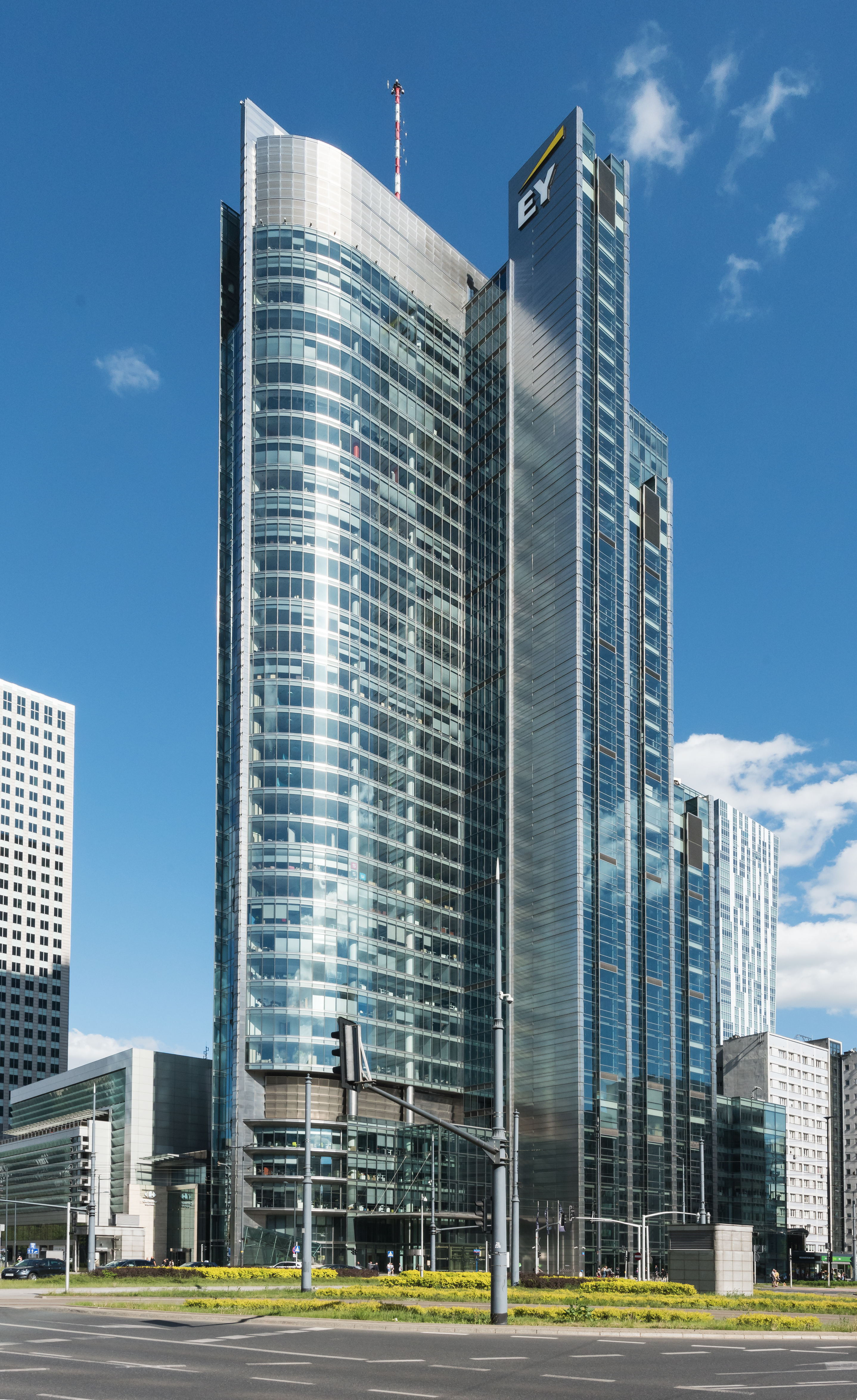
Rondo 1

Rondo 1 is een wolkenkrabber in de Poolse hoofdstad Warschau. De wolkenkrabber met een hoogte van 159 meter (192 meter inclusief antenne) werd in 2006 officieel geopend en herbergt hoofdzakelijk kantoren. Het gebouw werd ontworpen door het architectenbureau Skidmore, Owings and Merrill.   